# Bodensee-Toggenburg-Bahn
De Bodensee-Toggenburg-Bahn (afgekort BT) was een spoorwegonderneming in oostelijk Zwitserland. Sinds 1910 tot de fusie met de oude Südostbahn (SOB) ontstond per 1 januari 2001 een nieuwe Schweizerische Südostbahn AG (SOB).

## Geschiedenis

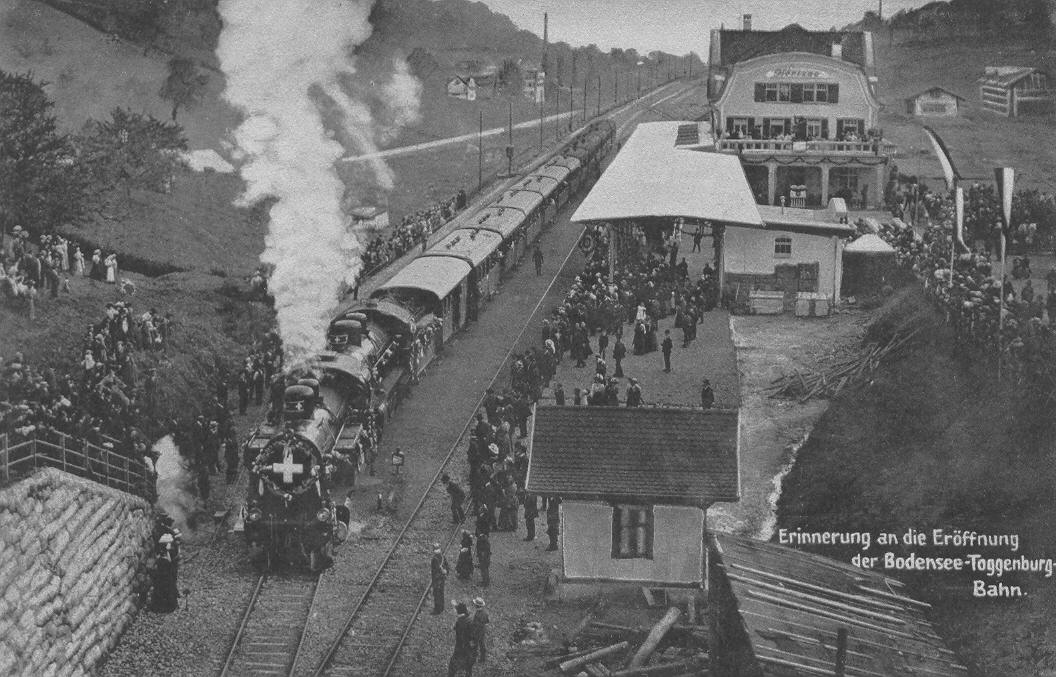
Opening van de spoorweg

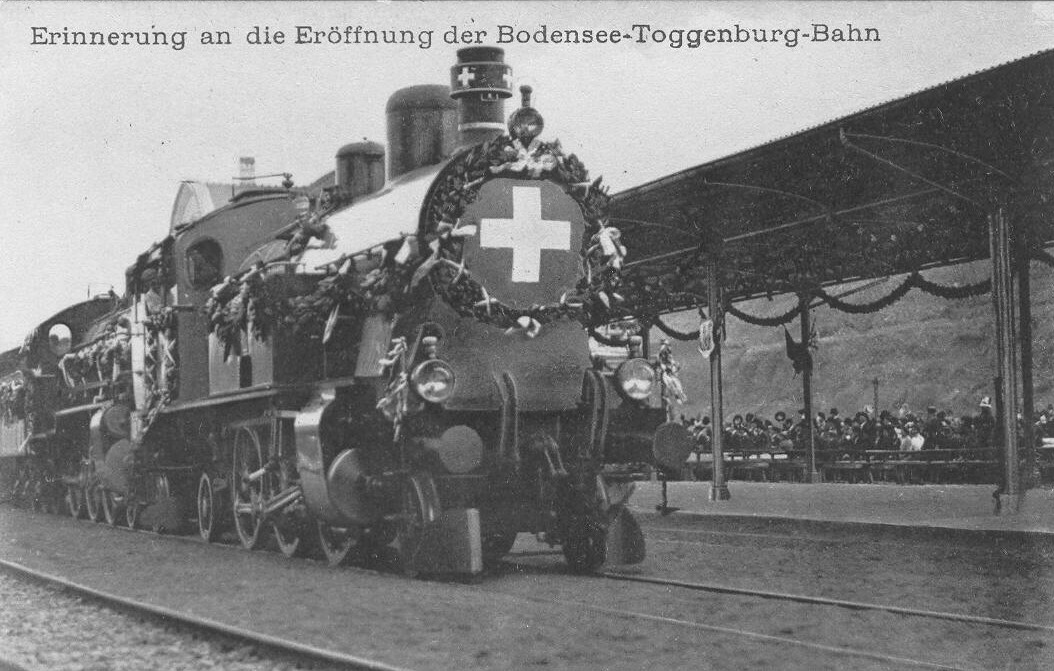
Eerste rit

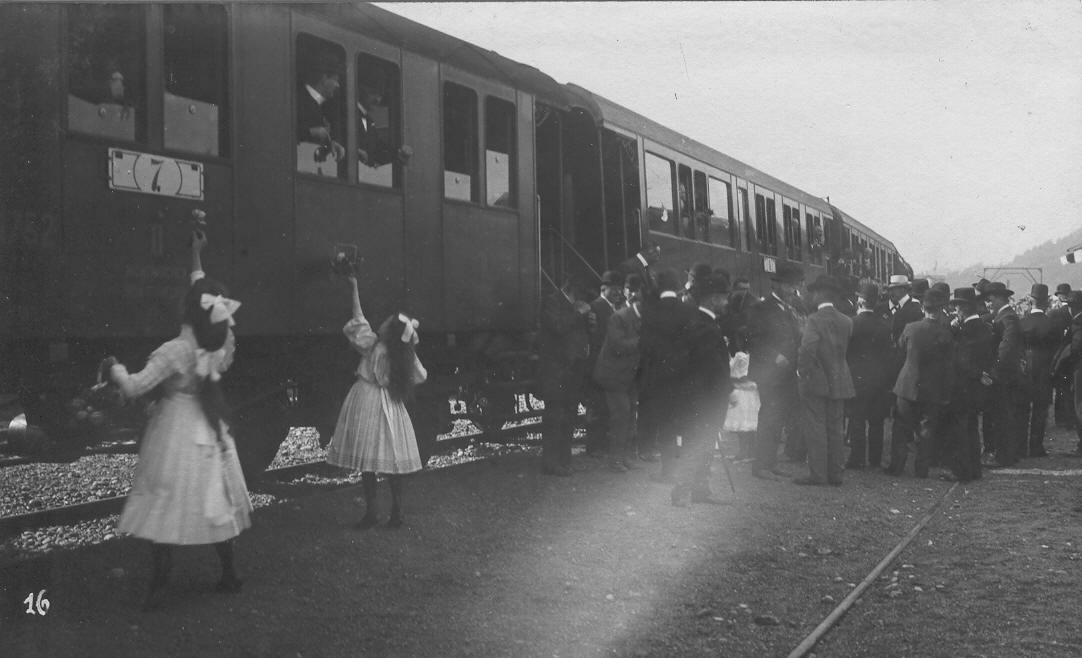
Eerste passagiers en afscheid

De eerste spoorweg in Oostelijk Zwitserland volgde de loop van de beekjes; hierdoor moesten grote omwegen gemaakt worden om van het oosten naar de kantonhoofdstad St. Gallen te reizen. Nadat met de bouw van de Appenzeller Bahn (AB) door de Schweizerische Gesellschaft für Localbahnen vastgesteld was dat in het heuvelige terrein van de Voralpen het aanleggen van smalspoorlijnen mogelijk was, en dat met relatief geringe kosten een ontsluiting ontstond voor een groot aantal projecten die de toegankelijkheid van het gebied tussen de Bodensee en Zürichersee moest verhogen. Een van de projecten voorzag in een aansluiting op de Appenzeller Bahn, een ander project was onafhankelijk van de Appenzeller Bahn. Bij het oversteken van het Rickengebergte met kloven en scherpe bochten had dit tot gevolg dat er slechts langzaam gereden kon worden. Er werd daarom onderzocht of een normaalspoor-verbinding tussen Rapperswil en St. Gallen mogelijk was.
Op 17 mei 1887 besloot de Sanktgallische Grosse Rat een krediet beschikbaar te stellen voor de aanleg van de spoorlijn uit het Linthgebied over de Toggenburg naar St. Gallen.
De Bodensee–Toggenburg-Bahn opende op 3 oktober 1910 het normaalsporige traject van Romanshorn naar St. Gallen St. Fiden en van St. Gallen HB naar Wattwil. Op 1 oktober 1912 volgde de opening van het traject van Ebnat-Kappel naar Nesslau-Neu St. Johann. De tussengelegen trajecten van St. Gallen St. Fiden naar St. Gallen HB en van Wattwil naar Ebnat-Kappel waren van de SBB en werden gehuurd door de Bodensee–Toggenburg-Bahn
In de trajecten van de BT bevinden zich 16 bruggen met een lengte van 60 meter en meer waaronder de hoogste spoorwegbrug van Zwitserland, het 366 meter lange Sitterviaduct over de Sitter bij St. Gallen.

## Trajecten
De Bodensee-Toggenburg-Bahn had zijn net opgebouwd uit drie verschillende trajecten:
- Romanshorn – St. Gallen St. Fidon
- St. Gallen – Lichtensteig
- Ebnat-Kappel – Nesslau-Neu St. Johann

### Samenwerking
Met de start van elektrische tractie bij de Südostbahn (SOB) in 1939 ontstonden er nieuwe samenwerkingsmogelijkheden. In het jaar 1940 werd de directe treinverbinding St. Gallen – Arth-Goldau gestart. De trein reed tot 1945 alleen op zondag en vanaf 1947 reed de trein dagelijks. Tevens werd deze trein verlengd naar Luzern. Met deze spoorlijn ontstond een directe verbinding tussen het noordoosten van Zwitserland en centraal Zwitserland. Tegenwoordig is deze verbinding bekend als "Voralpen-Express"
Bij de start van de elektrische tractie bij de SOB waren er nog geen treinstellen en locomotieven afgeleverd zodat deze gehuurd moesten werden van de BT en de SBB.
Sinds 1955 kwam het eerste idee om de treindiensten en de werkplaatsen samen te voegen. Dat voorstel mislukte bij voorbaat.

### Fusie
Sinds de fusie per 1 januari 2001 van de Bodensee–Toggenburg-Bahn met de Südostbahn werd de Schweizerische Südostbahn (SOB) alle trajecten.

## Elektrische tractie
Bij de bouw van de spoorlijnen van de BT had men al rekening gehouden met een toekomstige elektrificatie. Op 18 oktober 1920 besloot de Verwaltungsrat van de BT tot elektrificatie van het traject St. Gallen–Wattwil–Nesslau, dit besluit loonde al een jaar later door de snel stijgende kolenprijzen.
Op 4 oktober 1926 kwam het in de Rickentunnel tot een ernstig ongeluk door koolmonoxidevergiftiging. Het betrof hier personeel van een defecte goederentrein. Dit was voor de SBB aanleiding om de tunnel te elektrificeren.
Hierdoor was per 15 mei 1927 geen doorgaand treinverkeer met stoomtractie meer mogelijk waardoor de Verwaltungsrat van de BT op 12 april 1930 besloot de BT trajecten te elektrificeren. Vanaf 4 oktober 1931 kon het traject St. Gallen – Nesslau en vanaf 24 januari 1932 kon het traject Romanshorn–St. Gallen elektrisch gereden worden.
Het lijnen van de BT werden geëlektrificeerd met een spanning van 15.000 volt 16.7 Hz wisselstroom.